# Passeig de Gràcia

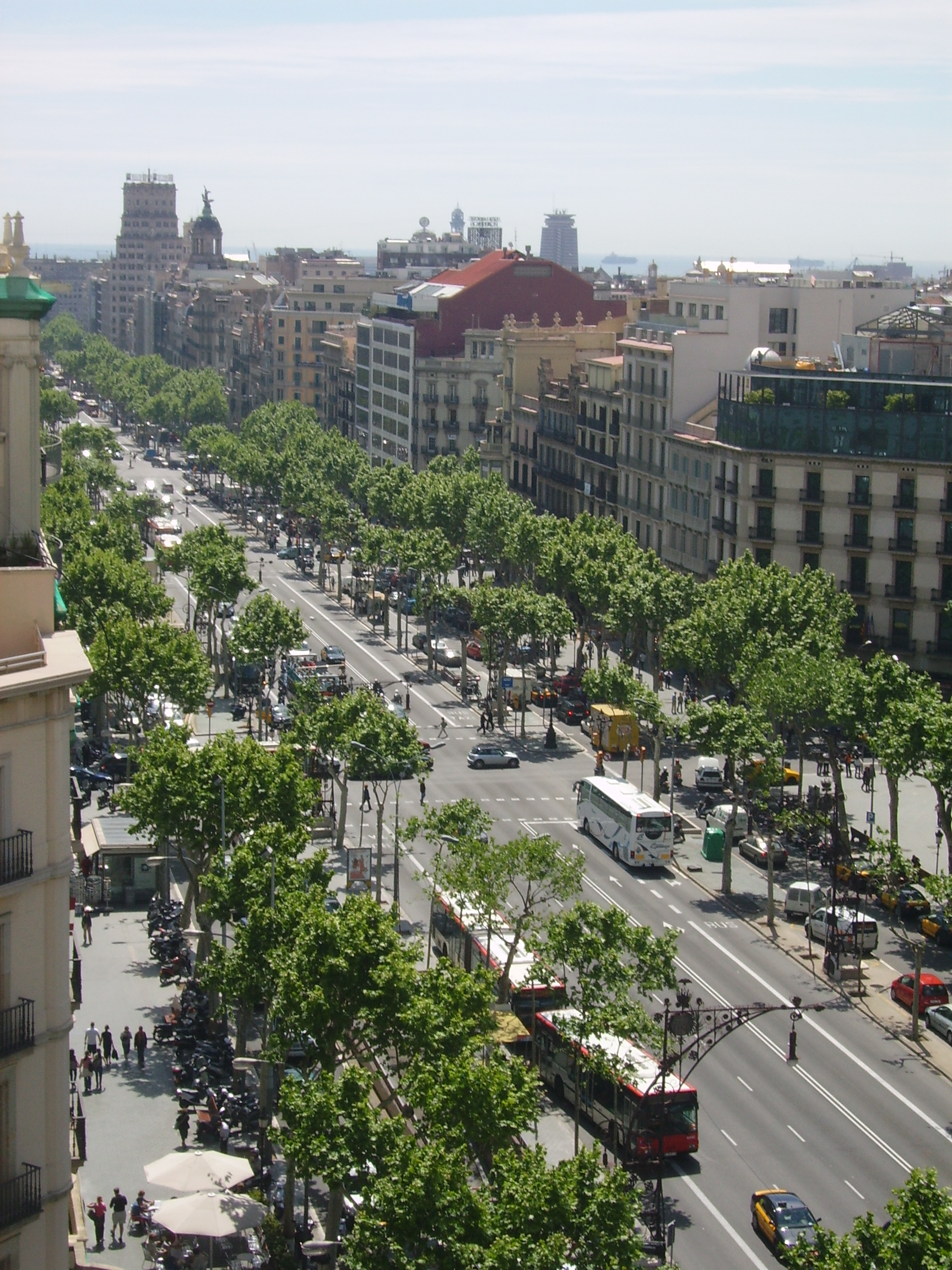
De Passeig de Gràcia gezien vanaf het dak van Casa Milà

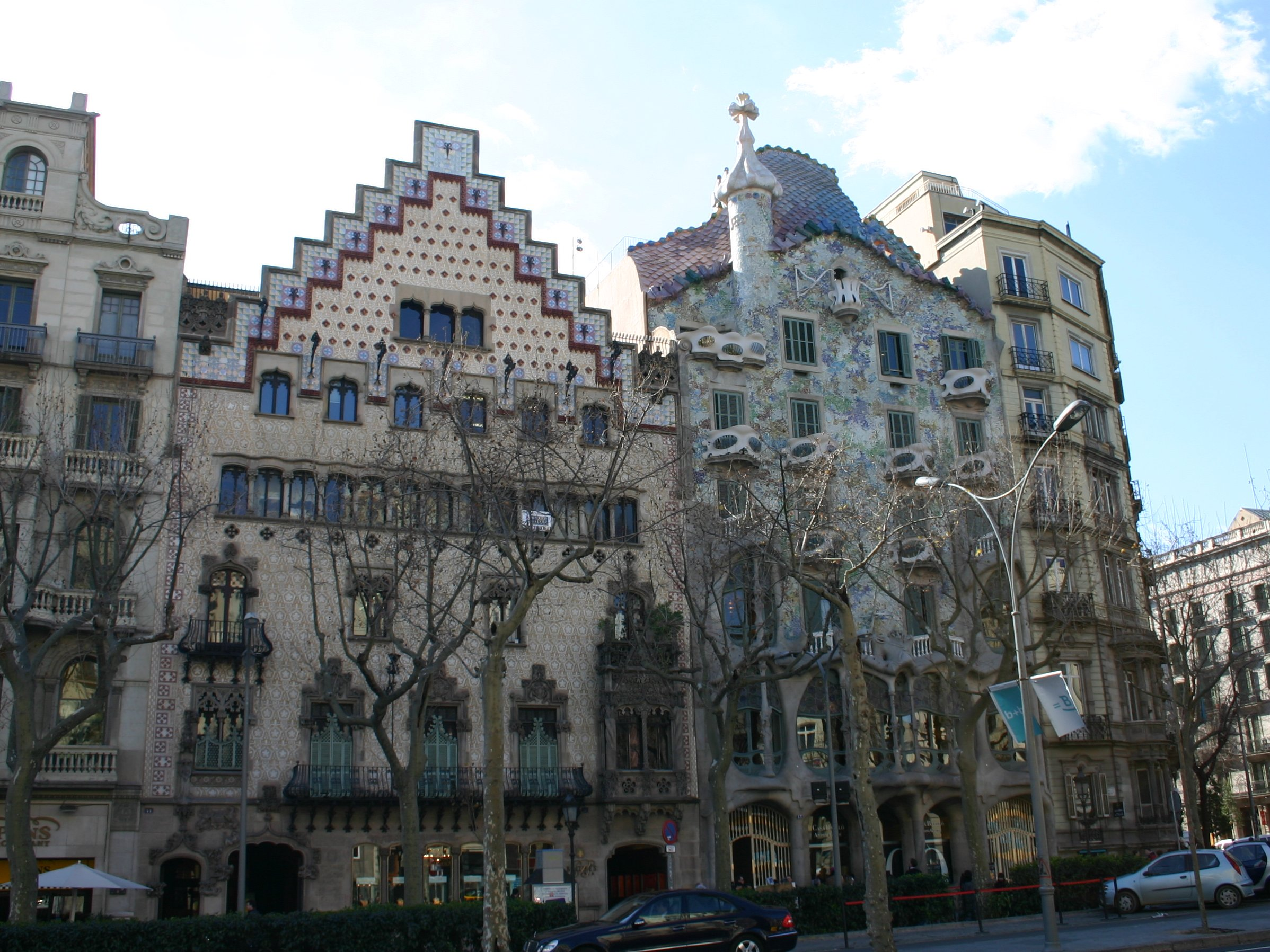
De Catalaans modernistische gebouwen Casa Amatller (links) en Casa Batlló (rechts)

De Passeig de Gràcia (Spaans: Paseo de Gracia) is een van de hoofdstraten van Barcelona en de duurste straat van Spanje qua koop- en huurprijzen. Aan deze promenade staan het Casa Batlló en Casa Milà van Antoni Gaudí en andere bekende voorbeelden van het Catalaans modernisme, de Catalaanse variant van art nouveau (jugendstil). 
Passeig de Gràcia is een winkelstraat met flagship-winkels van exclusieve merken zoals Chanel, Louis Vuitton en Cartier. Ook de Beurs van Barcelona en het Museu del Perfum (parfummuseum) bevinden zich hier.
De straat is een belangrijke verkeersader. Het is zo'n 3 kilometer lang en loopt door de wijk Eixample, van het plein Plaça de Catalunya in het centrum van de stad in noordwestelijke richting naar Avinguda Diagonal, waarna het overgaat in Carrer Gran de Gràcia, de hoofdstraat van het district Gràcia.

## Openbaar vervoer
Het treinstation Barcelona Passeig de Gràcia bevindt zich onder de kruising met de Carrer d'Aragò. Dit station is ondergronds verbonden met het metrostation Passeig de Gràcia van de metro van Barcelona, dat 3 blokken verderop gelegen is bij de kruising met de Gran Via de les Corts Catalanes.
In het noordelijke gedeelte van de straat, nabij de kruising met Avinguda Diagonal, bevindt zich een tweede metrostation, Diagonal.

## Geschiedenis
In de Romeinse oudheid liep hier al een pad naar de Via Augusta. Later werd dit een weg, de Camí de Jesús, van Barcelona naar Gràcia, dat oorspronkelijk een dorp buiten de stad was. In de 19e eeuw werd Barcelona verder uitgebreid richting Gràcia en werd de weg vergroot naar een 42 meter brede promenade waarop de aristocratie te paard en in chique koetsen kon flaneren.
Tussen 1900 en 1914 werden langs de Passeig de Gràcia een aantal elegante woningen voor de gegoede burgerij gebouwd, waarbij bekende architecten van het Catalaans modernisme, zoals Gaudí en Lluís Domènech i Montaner, hun creativiteit de vrije loop konden laten. De 32 bankjes met trencadís-mozaïek en de elegante straatverlichting, een ontwerp van de architect Pere Falqués i Urpí, werden in 1906 op de Passeig de Gràcia geplaatst en tegenwoordig zijn de stoepen van de laan gelegd met de Gaudí-tegel, een zeshoekige tegel met zeemotieven, ontworpen door Antoni Gaudí. 
Het bekendste huizenblok aan de Passeig de Gràcia is het Illa de la Discòrdia, zo genoemd omdat hier ontwerpen van drie heel verschillende architecten naast elkaar staan: Casa Lleó Morera van Lluís Domènech i Montaner op nummer 35, Casa Amatller van Josep Puig i Cadafalch op nummer 41 en Casa Batlló van Gaudí op nummer 43. Casa Batlló is nu een museum; de andere twee huizen worden bewoond en alleen de begane grond kan bezichtigd worden. Ook Gaudí's Casa Milà kan bezichtigd worden. Zowel Casa Batlló als Casa Milà maken deel uit van de werken van Gaudí die nu gezamenlijk vermeld staan op de Werelderfgoedlijst van UNESCO. 
Tijdens de Spaanse Burgeroorlog was de regering van Baskenland gevestigd aan Passeig de Gràcia 60. De dichter Salvador Espriu i Castelló woonde in Casa Fuster op nummer 132.

## Afbeeldingen

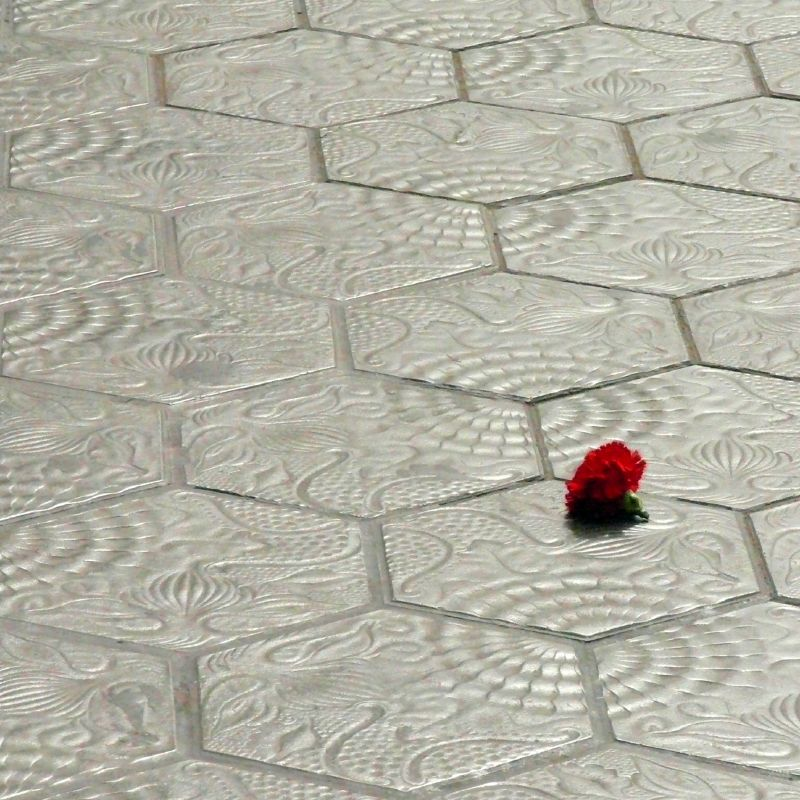
Gaudí-tegels in de stoep
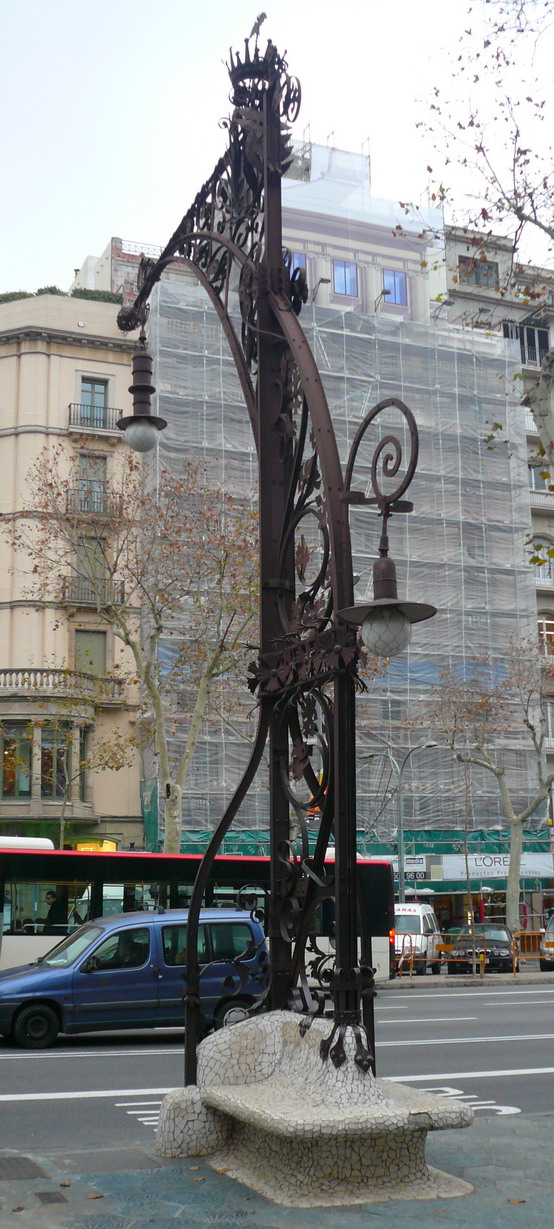
De bankjes en straatverlichting van Pere Falqués i Urpí
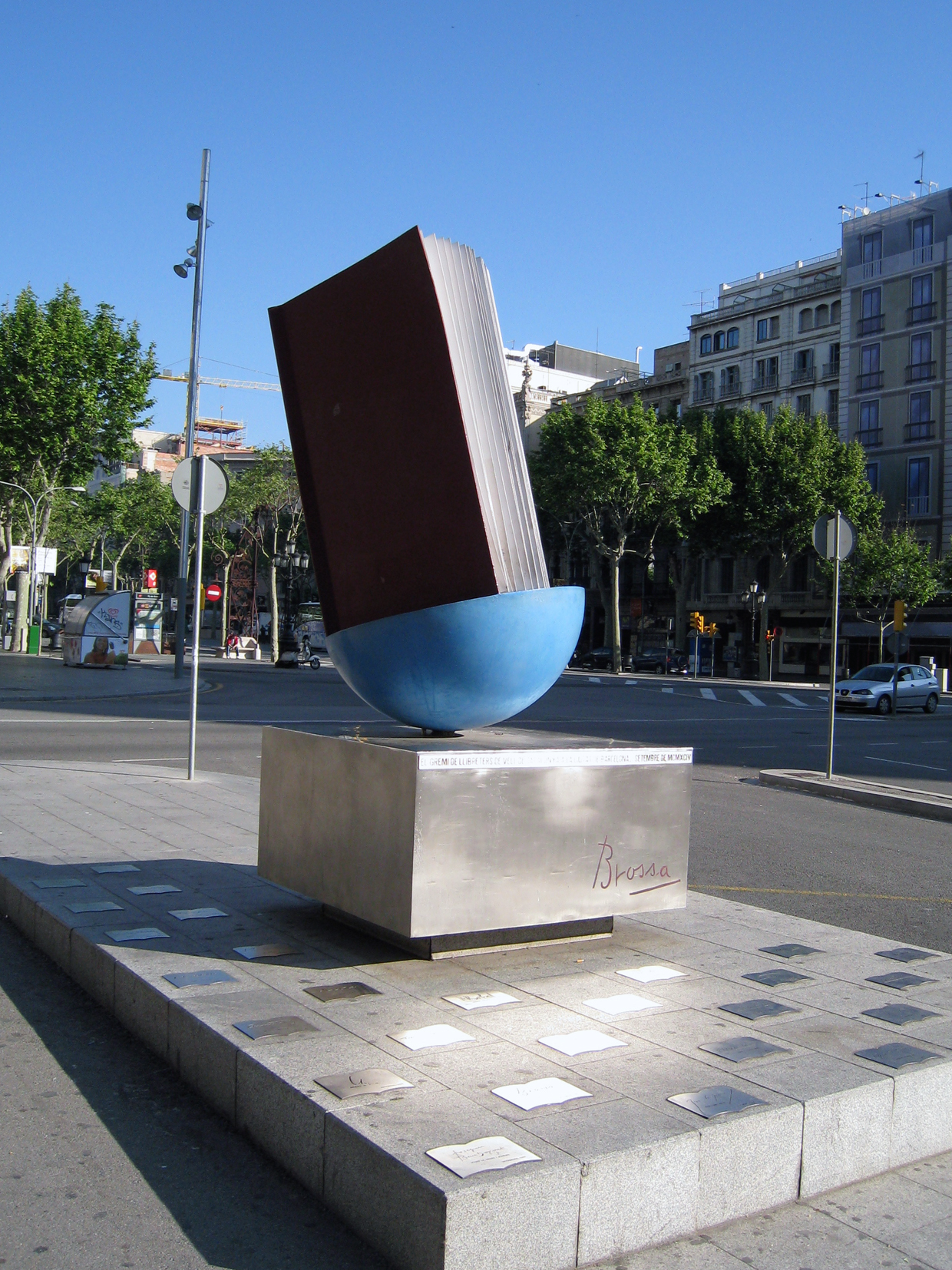
Monument al llibre, sculptuur uit 1994 van Joan Brossa i Cuervo op het kruispunt met de Gran Via geschonken door de Catalaanse vereniging van antiquariaathouders (Gremi de llibreters de vell de Catalunya)